# Rhinactina novopokrovskyi
Rhinactina novopokrovskyi là một loài thực vật có hoa trong họ Cúc. Loài này được Krasch. & Iljin miêu tả khoa học đầu tiên năm 1924.